# Arnaud Cataneo
Pour les articles homonymes, voir Arnaud.
Le bienheureux Arnaud Cataneo (Arnaldo da Limena)  (1185-1255) est un moine et abbé bénédictin, martyr en Italie au XIIIe siècle. Béatifié par l'Église catholique, il est fêté les 10 février et 14 mars dans le martyrologe catholique.

## Biographie
Arnaud Cataneo est issu d'une grande famille de noblesse ancienne et aisée de Padoue. Il devient moine bénédictin de l'abbaye Sainte-Justine de Padoue et en est élu abbé deux ans plus tard, en 1209, à l'âge de 24 ans.

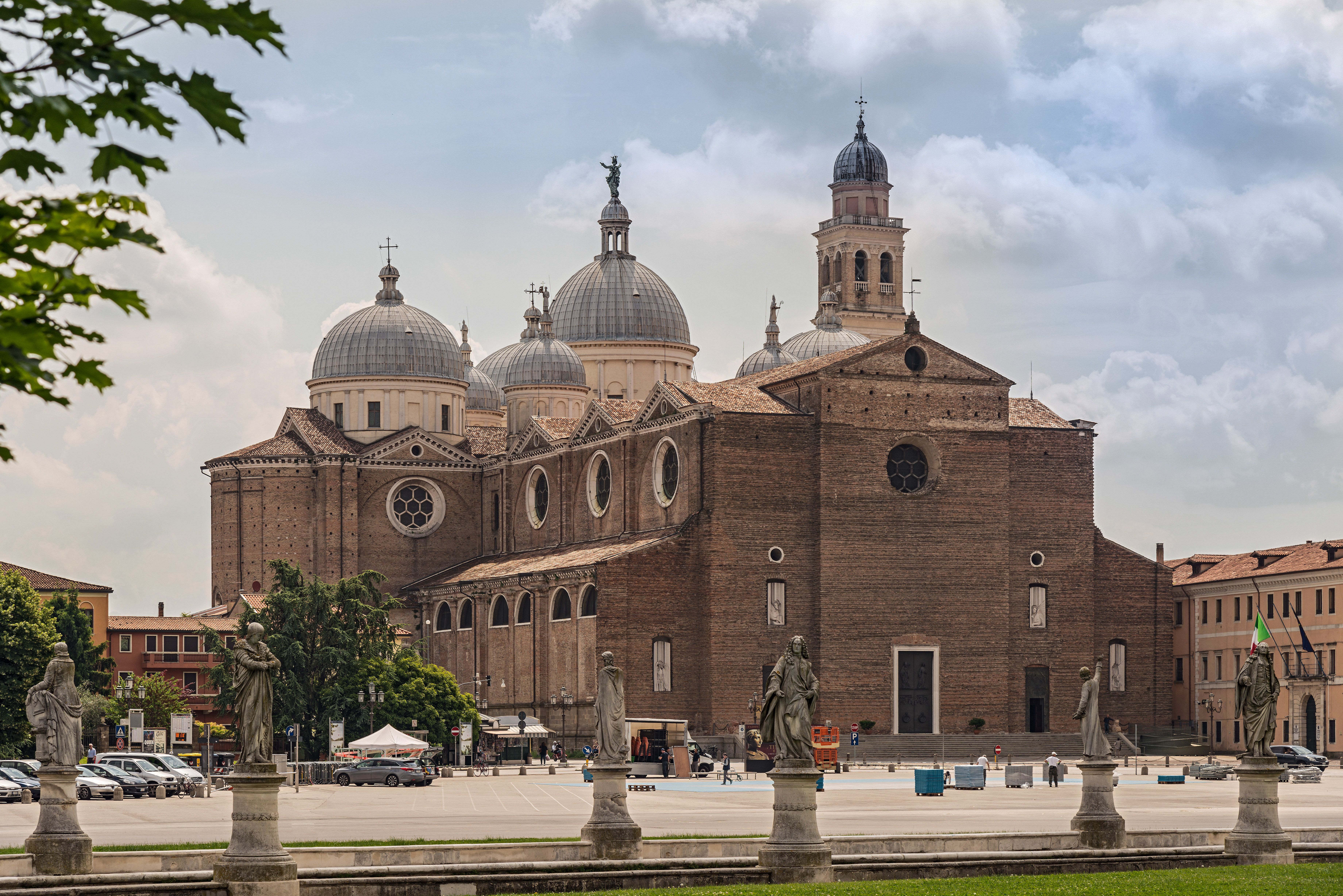
Basilique Sainte-Justine de Padoue

La région connait alors d'importantes luttes de pouvoir entre guelfes et gibelins (Welf opposés à la maison de Hohenstaufen). Arnaud Cataneo s'oppose vivement au tyran Ezzelino III da Romano, seigneur gibelin de Padoue, Vérone, Vicence et Brescia (surnommé le Féroce, remarqué par sa cruauté, qualifié de monomaniaque de la terreur, et de fils du diable), excommunié à deux reprises par le pape Innocent IV.
L'opposition d'Arnaud Cataneo et son influence spirituelle contrarient Ezzelino III qui le fait condamner à mort. Il se réfugie alors dans une grotte voisine, d'où il ressort en 1238 lorsque l'empereur germanique Frédéric II délivre la ville.
Mais Ezzelino reprend le contrôle de la région ; il fait arrêter Cataneo en 1246, et le fait enfermer dans un cachot de sa forteresse d'Asolo, en Vénétie, où il meurt après huit ans de martyre, de persécution, de souffrances et d’isolement.
Depuis le 14 mars 1562, son corps repose dans un autel baroque d'une des chapelles de la basilique Sainte-Justine de Padoue.